# Bothriechis
Bothriechis  (лат.) — род ядовитых ямкоголовых змей, включает 19 видов. 

## Описание
Общая длина представителей этого рода варьирует от 60 до 101 см. Наблюдается половой диморфизм — у одних видов самки крупнее самцов (Bothriechis nigroviridis , Bothriechis schlegelii), у других наоборот (Bothriechis aurifer). Голова небольшая, широкая, глаза округлые, зрачки вертикальные. Клювовидный щиток имеет квадратную форму. Туловище тонкое, хвост длинный, цепкий.
Окраска жёлтая, бурая, красноватая, коричневая, зелёная с тёмными и светлыми пятнами. Брюхо с жёлтыми узорами.

## Образ жизни
Населяют дождевые тропические леса. Всю жизнь проводят на деревьях. Встречаются на высоте до 3000 м над уровнем моря. Активны ночью или в сумерках. Питаются мелкими млекопитающими, ящерицами и мелкими птицами.

## Ядовитость
Все представители рода Bothriechis ядовиты. Яд опасен прежде всего содержащимися в нём гемотоксичными ферментами, которые обусловливают развитие сильной боли, отёка, гематомы и часто некроза в месте укуса. В тяжёлых нелеченных случаях некрозу могут подвергнуться обширные участки и целые части конечностей. Изредка регистрируются смертельные случаи. От укусов страдают в основном местные земледельцы. Эффективные противозмеиные сыворотки для экстренного лечения производят американская фармацевтическая компания Pfizer и костариканский институт Instituto Clodomiro Picado. 

## Размножение
Это яйцеживородящие змеи. Самки рожают до 23 детёнышей.

## Распространение
Обитают от южной Мексики до Венесуэлы, Эквадора и северного Перу.

## Классификация
На февраль 2024 года в род включают 19 видов:
- Bothriechis aurifer (Salvin, 1860)
- Bothriechis bicolor (Bocourt, 1868) — Двухцветный ботропс
- Bothriechis guifarroi Townsend, Medina-Flores, Wilson, Jadin & Austin, 2013
- Bothriechis hussaini Arteaga et al., 2024
- Bothriechis khwargi Arteaga et al., 2024
- Bothriechis klebbai Arteaga et al., 2024
- Bothriechis lateralis Peters, 1862 — Желтогубый ботропс
- Bothriechis marchi (Barbour & Loveridge, 1929)
- Bothriechis nigroadspersus Steindachner, 1870
- Bothriechis nigroviridis Peters, 1859 — Чёрно-зелёный ботропс
- Bothriechis nitidus Günther, 1859
- Bothriechis nubestris Doan et al., 2016
- Bothriechis rahimi Arteaga et al., 2024
- Bothriechis rasikusumorum Arteaga et al., 2024
- Bothriechis rowleyi (Bogert, 1968)
- Bothriechis schlegelii (Berthold, 1846) — Цепкохвостый ботропс Шлегеля
- Bothriechis supraciliaris (Taylor, 1954) — Реснитчатый ботропс
- Bothriechis thalassinus Campbell & Smith, 2000
- Bothriechis torvus Posada Arango, 1889a